# Служба безопасности президента Беларуси
Служба безопасности президента Республики Беларусь (бел. Служба бяспекі прэзідэнта Рэспублікі Беларусь), сокращённо СБП — официальный орган, ответственный за обеспечение безопасности президента Беларуси и других высших должностных лиц в стране.

## История
Служба безопасности президента (войсковая часть 01549) создана в октябре 1994 года на базе управления охраны КГБ и группы «Альфа» КГБ, а также главного управления государственной охраны МВД. Первым начальником СБП был назначен Вячеслав Королев. В различные годы службу возглавляли: Юрий Бородич, Владимир Наумов, Леонид Ерин, Геннадий Невыглас, Евгений Дверницкий, Юрий Жадобин. Практически все остались значимыми фигурами в сфере безопасности.

## Структура
- штаб;
- управление охраны объектов;
- управление личной охраны;
- управление тылового обеспечения;
- специальное антитеррористическое подразделение «Анти-Т».

## Спортивная подготовка
В мае 2004 года Служба безопасности президента Белоруссии в качестве учредителя присоединилась к Белорусскому физкультурно-спортивному обществу «Динамо». В 2005 году в Службе безопасности Президента создан коллектив физической культуры численностью 680 человек. Спортивная подготовка сотрудников проводится по специальной программе. Основные культивируемые виды спорта — стрельба пулевая, рукопашный бой, тактико-техническая подготовка (прикладные виды спорта).
Служба безопасности президента Белоруссии проводит международный турнир «АХОВА». Команда руководящего состава СБП неоднократно занимала призовые места на ежегодных соревнованиях среди силовых структур Белоруссии по пулевой стрельбе.
Сборные команды СБП принимают участие в чемпионатах мира по многоборью телохранителей, международном турнире «Телохранитель» (Ялта).

## Руководители
Начальник Службы безопасности Президента Республики Беларусь назначается на должность указом Президента Республики Беларусь по представлению Государственного секретаря Совета Безопасности Республики Беларусь.
Начальники Службы безопасности Президента Республики Беларусь (в 1994—1995 гг. — службы охраны при Президенте Республики Беларусь):
- Королев Вячеслав Георгиевич (24 ноября 1994 г. — 1995 г.)
- Бородич Юрий Фёдорович (1995 г. — 2 декабря 1998 г.)
- Кужанов Владимир Иванович (и. о. 2 декабря 1998 г. — 20 января 1999 г.)
- Наумов Владимир Владимирович (20 января 1999 г. — 25 сентября 2000 г.)
- Ерин Леонид Тихонович (25 сентября — 27 ноября 2000 г.)
- Невыглас Геннадий Николаевич (4 декабря 2000 г. — 12 сентября 2001 г.)
- Климов Владимир Васильевич (и. о. 19 сентября — 5 октября 2001 г.)
- Дверницкий Евгений Михайлович (5 октября 2001 г. — 10 сентября 2003 г.)
- Жадобин Юрий Викторович (10 сентября 2003 г. — 17 июля 2007 г.)
- Втюрин Андрей Александрович[бел.] (17 июля 2007 г. — 11 сентября 2014 г.)
- Шинкевич Виктор Николаевич (с 20 октября 2014 г.)
- Павлюченко Андрей Юрьевич (21 декабря 2016 — 11 декабря 2017)
- Шахраев Дмитрий Васильевич (с 11 декабря 2017 г.)